# Frank Eichelberger
Frank Eichelberger (* 30. Dezember 1966 in Berlin) ist ein deutscher Politiker der CDU.
Nach seinem Abitur studierte Eichelberger Energietechnik an der Technischen Universität Berlin. Das Studium beendete er mit dem Abschluss als Diplom-Ingenieur.
1982 trat er in die Junge Union ein, im Folgejahr in die CDU. Im März 1991 rückte er in das Abgeordnetenhaus von Berlin nach, da Dankward Buwitt in den Bundestag gewählt worden war. Eichelberger gehörte dem Parlament bis 1995 an. Danach wechselte er für vier Jahre in die Bezirksverordnetenversammlung im Bezirk Neukölln. Am 24. November 1999 zog er als Nachrücker für den Tags zuvor ausgeschiedenen Lutz Reichert ins Abgeordnetenhaus ein, aus dem er 2001 erneut ausschied.